# Civetta
La Civetta est un sommet des Alpes culminant à 3 220 mètres dans les Dolomites, en Italie (Vénétie). Au sens large, la Civetta est un groupe montagneux des Dolomites.

## Topographie

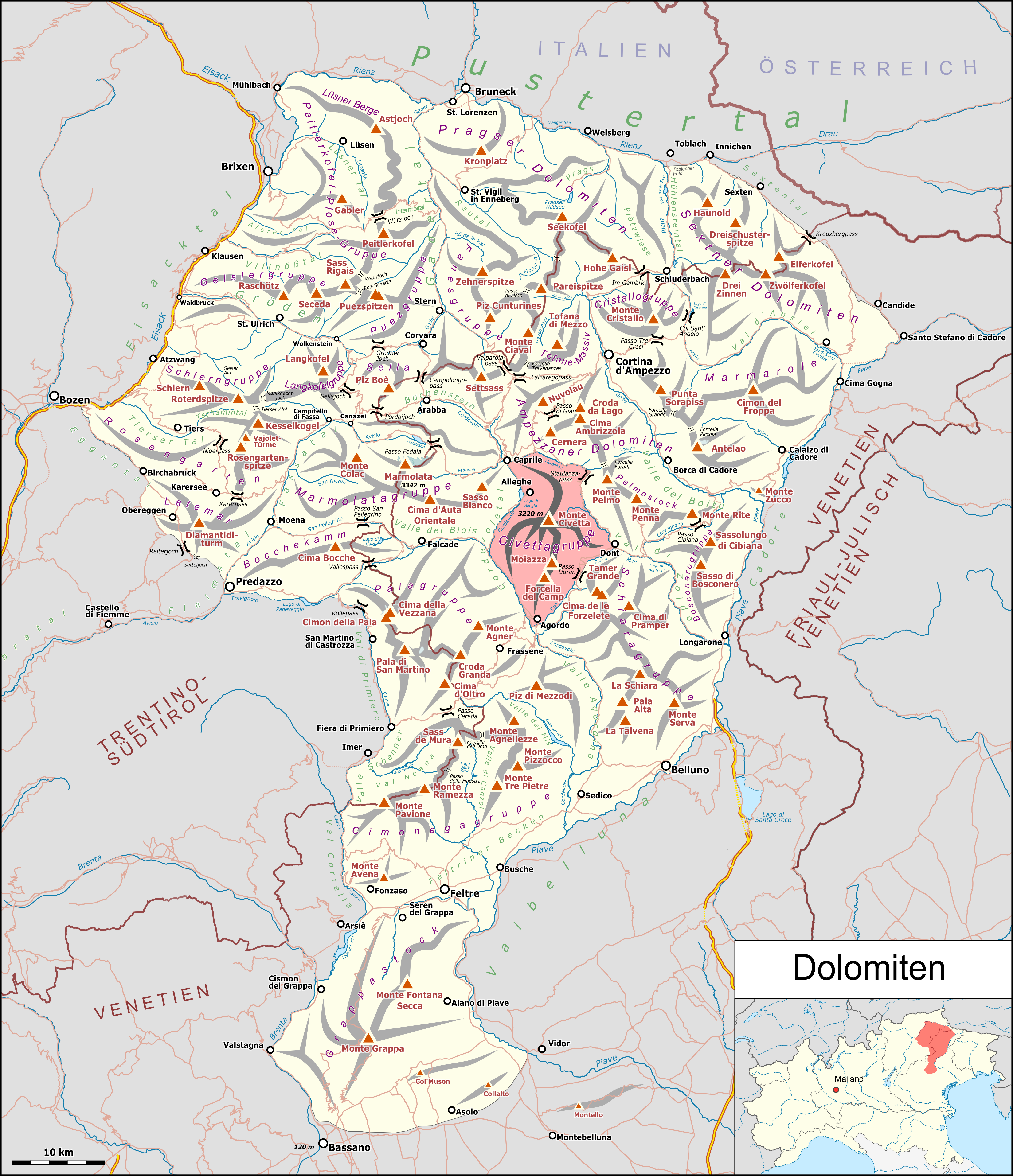
Carte du groupe de la Civetta dans les Dolomites.

La Civetta, outre son sommet principal (Monte Civetta, 3 220 m), possède plusieurs sommets secondaires dont :
- la Punta Civetta (2 920 m) ;
- la Cima della Busazza (2 894 m) ;
- le Monte Moiazetta (2 727 m) ;
- la Torre di Valgrande (2 715 m) ;
- la Torre d'Alleghe (2 649 m) ;
- la Torre Coldai (2 600 m) ;
- la Cima di Mede (2 504 m).

## Alpinisme
Le  versant nord-ouest la Civetta se développe sur plus de 7 km de longueur depuis la Torre Coldai (2 600 m) au nord jusqu'à la Torre Venezia (2 337 m) et sur près de 1 200 mètres de haut à l'aplomb du sommet. Cette grande paroi et son arête sommitale donnent à la Civetta une silhouette caractéristique. De 1910 à 1968, seize voies ont été ouvertes sur le versant nord-ouest de la Civetta, de la Piccola Civetta (3 207 m) à la Torre di Valgrande (2 715 m). La conquête en 1925 du sommet principal par Emil Solleder et Gustav Lettenhauer est la première ascension extrêmement difficile réalisée dans le secteur.

### Ascensions

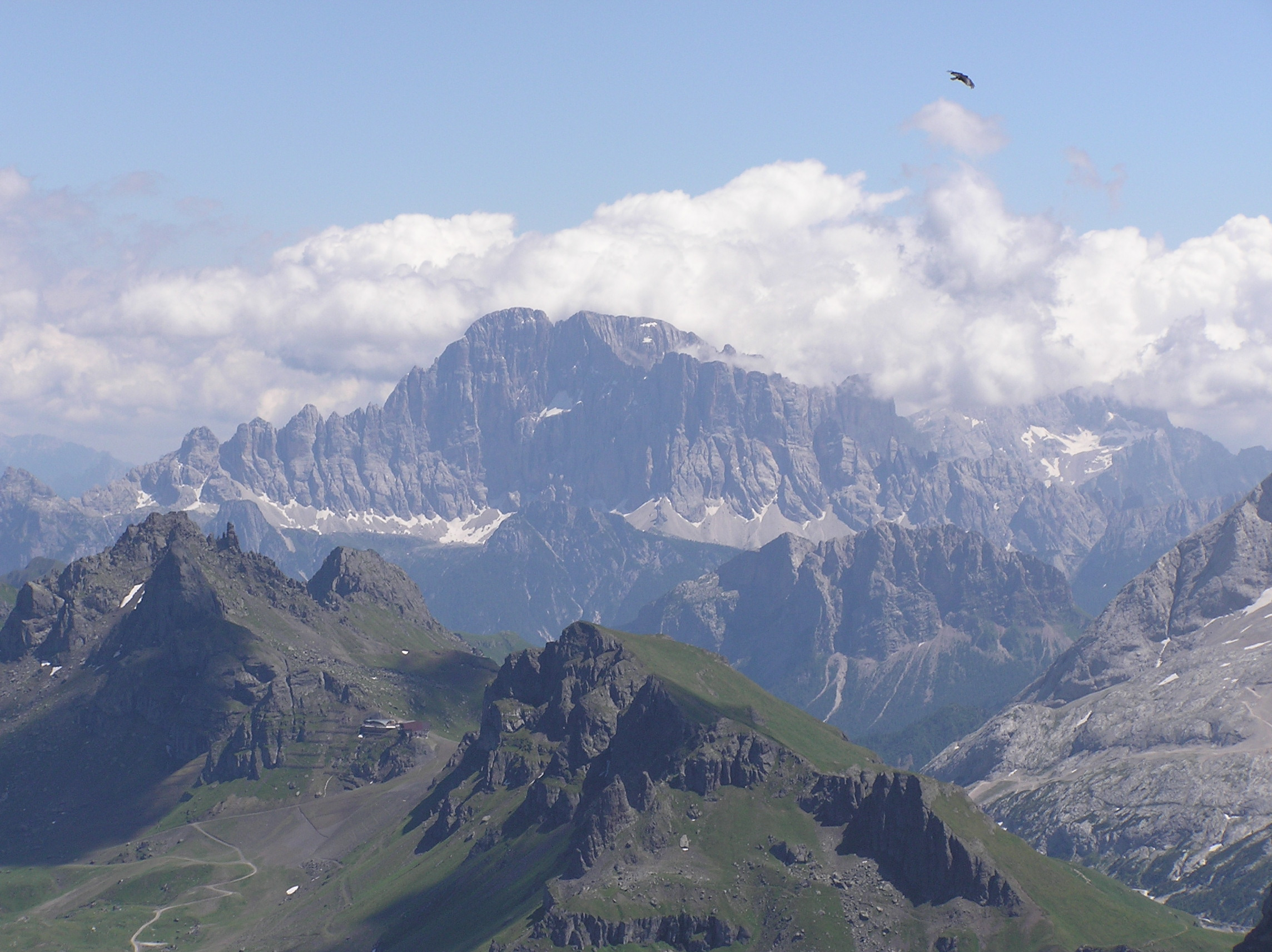
Chaînon de la Civetta depuis le Piz Boè.

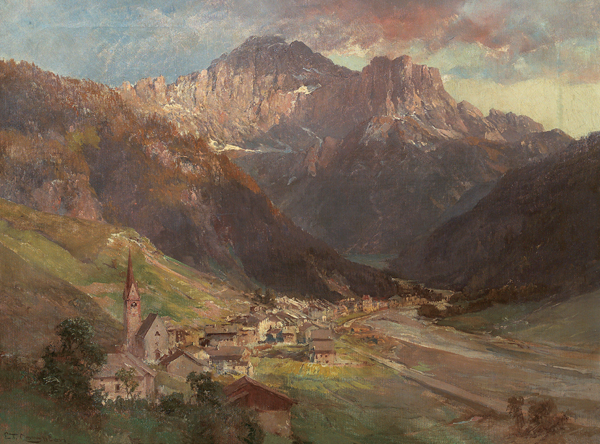
Huile, peinte par Edward Theodore Compton (1849–1921).

- vers 1855[2] ou 1860[3] - Première ascension du sommet principal de la Civetta par le chasseur de chamois Simeone De Silvestro dit Piovanèl (1883-1905)
- 1867 - Première ascension par des touristes : (Francis Fox Tuckett, avec  Melchior Anderegg, Jakob Anderegg) et Simeone De Silvestro dit Piovanèl[2]
- 1884 - Première ascension sans guide de la Civetta par Emil Zsigmondy et Otto Zsigmondy, le 5 août
- 1895 - Paroi nord-ouest par John S. Phillimore, Arthur G. Raynor, Antonio Dimai et Giovanni Siorpaes
- 1906 - Paroi nord-ouest plus directe par Cesare Tomé, Santo de Toni et Donato Del Buos
- 1909 - Première ascension de la Torre Venezia (2 337 m) par Napoleone Cozzi et Alberto Zanutti
- 1910 - Première ascension de la Torre Trieste (2 458 m) par Napoleone Cozzi et Alberto Zanutti
- 1910 - Ascension directe de la Piccola Civetta (3 207 m) par Gabriel Haupt et Karl Lömpel
- 1925 - Première ascension de la face nord-ouest de la Grande Civetta par Emil Solleder et Gustav Lettenhauer
- 1928 - Face est directe par Fritz Wiessner
- 1931 - Voie « directissime » sur la face nord-ouest de la Grande Civetta par Emilio Comici et Giulio Benedetti
- 1931 - Paroi ouest de la Cima della Busazza par Celso Gilberti avec Ettore Castiglioni
- 1931 - Spigolo sud-ouest de la Torre Trieste par Attilio Tissi et Giovanni Andrich
- 1934 - Arête sud-ouest de la Torre Venezia par Alvise Andrich et Ernani Faé
- 1934 - Fissure nord-ouest de la Punta Civetta par Alvise Andrich et Ernani Faé
- 1934 - Face sud de la Torre Trieste par Raffaele Carlesso avec Bartolo Sandri
- 1935 - Face sud de la Torre Trieste, voie Cassin par Riccardo Cassin et Vittorio Ratti
- 1936 - Face nord-ouest de la Torre di Valgrande par Raffaele Carlesso avec Mario Menti
- 1951 - Cima su Alto par la face nord-ouest, par Robert Gabriel et Georges Livanos. Huit cents mètres d'extrême difficulté parcourus en trente heures (en novembre 2013, un énorme éboulement de la partie supérieure du pilier, sur 400 m, entraîna la disparition de cette voie historique)
- 1959 - Face sud directe de la Torre Trieste avec Giorgio Redaelli. 750 m d'escalade dont 450 m surplombants
- 1963 - Première hivernale à la face nord-ouest de la Civetta par Ignazio Piussi avec Toni Hiebeler et Giorgio Redaelli
- 1965 - Ignazio Piussi, Roberto Sorgato et Pierre Mazeaud réalisent la première ascension de la face nord-ouest de la Punta Tissi
- 1967 - Voie des Amis par Heini Holzer
- 1967 - Première solitaire de la voie Gilberti à la Cima della Busazza
- 1967 - Arête nord-ouest de la Cima su Alto par Ignazio Piussi
- 1973 - Hivernale du dièdre Philipp-Flamm à la Punta Civetta